# Łysków (gmina)
Łysków – dawna gmina wiejska istniejąca do 1939 roku w woj. białostockim (obecnie na Białorusi). Siedzibą gminy było miasteczko Łysków.
W okresie międzywojennym gmina Łysków należała do powiatu wołkowyskiego w woj. białostockim.
30 grudnia 1922 roku do gminy Łysków przyłączono część obszaru zniesionej gminy Zelzin:
- gromada Krupa (wsie Krupa i Bojary oraz folwarki Brantowce i Krupa),
- gromada Mozole (wieś Mozole oraz folwarki Celinowo, Szejpiaki i Wygoda),
- gromada Szpaki (wieś Szpaki oraz folwark Zelzin I),
- gromada Zelzin (wsie Zelzin, Apelanowicze, Brantowce i Buszniaki, oraz folwarki Zelzin II, Jałowo i Włóki),
- gromada Zieleniewicze (wsie Zieleniewicze, Zienowicze i Jaroszewicze oraz folwark Zieleniewicze).

16 października 1933 gminę Biskupice podzielono na 25 gromad: Chaniewicze, Hrusk, Huta, Janin, Janopol, Kornedź, Krupa, Kuklicze, Liberpol, Ławrynowicze, Łysków, Mogilowce, Mosiewicze, Mozole, Nowiki, Ososzniki, Rozalin, Rudnia, Sobolki, Szpaki, Terechowicze, Wereszczaki, Wiljanowo, Zelzin i Zieleniewicze.
Po wojnie obszar gminy Łysków wszedł w struktury administracyjne Związku Radzieckiego.
Obecnie obszar dawnej gminy jest przedzielony granicą obwodów: brzeskiego (rejon prużański) i grodzieńskiego (rejon świsłocki).
Zobacz też: gmina Łysów